# Journal of Sociolinguistics
Journal of Sociolinguistics – czasopismo naukowe poświęcone socjolingwistyce, wydawane cztery razy w roku. Publikuje artykuły badające funkcjonowanie różnych języków w kontekście społecznym. Ukazuje się od 1997 r. Czasopismo redaguje Monica Haller (2020), a jego wydawcą jest Wiley-Blackwell.